# Elefsina
Elefsina (tiếng Hy Lạp: ?) là một khu tự quản ở vùng Attiki, Hy Lạp. Khu tự quản Elefsina có diện tích 37 km², dân số theo điều tra ngày 18 tháng 3 năm 2001 là 29879 người. Vùng đất này là quê hương của Aeschylus.